# Ferdinand von Hompesch zu Bolheim
Ferdinand von Hompesch zu Bolheim (Bolheim, 1744. november 9. – Montpellier, 1805. május 12.) német johannita lovag, a Jeruzsálemi Szent János Szuverén Lovagrend 71. nagymestere volt. Nevéhez fűződik Málta átadása Franciaországnak 1798-ban.

## Életútja
Rajna-vidéki nemesi családból származik. 12 évesen már a rend tagjelöltje volt. 1761. július 10-én vették fel a rend tagjai közé. 1770-től már az erődítések felügyeletével volt megbízva. 1774-ben a felszerelésekért és a fegyverzetért felelt, 1775 végétől nagymesterré választásáig bécsi nagykövet is volt. 1776-tól a rend Tanácsának tagja lett. A rend különböző németországi területeinek parancsnoka lett, majd 1796-ban a német langue vezetőjévé választották.
Emmnanuel de Rohan-Polduc sikeres uralkodása után 1797. július 17-én – állítólag a császár nyomására – megválasztották az első német nagymesterré. Azonnal támogatókat keresett a rend számára, még az érdeklődő – amúgy ortodox és házas – Pál orosz cárt is a rend tagjává választották, mint "a máltai rend védelmezőjét". Szinte egyetlen emlékezetes tette Máltán Siġġiewi, Żabbar és Żejtun városi rangra emelése Città Ferdinand, Città Hompesch és Città Beland néven. A források határozatlan és gyenge vezetőnek írják le. Amikor Napóleon tábornok francia serege megjelent Máltán, Hompesch arra a szabályra hivatkozva, miszerint legfeljebb 4 idegen hajó tartózkodhat egyszerre a Nagy Kikötőben, nem engedte Napóleont kikötni, ám a franciák csak egy ürügyre vártak, hogy megszállhassák a szigetet. A négy helyen partraszálló ellenség ellen nem sikerült mozgósítania lovagjait, névleg azért, mert a francia lovagok nem voltak hajlandók honfitársaik ellen harcolni, másrészt a rend szabályzata nem engedte a lovagoknak, hogy keresztények ellen fogjanak fegyvert. Ám beláthatta azt is, hogy 300 széthúzó lovagjának és 7000 katonájának nem sok esélye lenne a 29 000 franciával szemben. Június 10-én elesett Notabile, és a Vallettában körülzárt nagymester június 12-én a L'Orient fedélzetén a spanyol király képviselőjével együtt aláírta a Málta átadásáról szóló dokumentumot.
Napoléon semmit nem engedett elvinni a szigetről, a lovagok - az idősek és a franciák kivételével - egy hajón távoztak Máltáról. Június 18-án Triesztben szálltak partra, majd két hónap múlva Laibachban rendezkedtek be. Pál cár a következő év elején néhány lovaggal nagymesterré választatta magát, ezért Hompesch 1799. július 6-án lemondott a nagymesteri rangról, ezután két évig a cár tevékenykedett a rend nagymestere helyett, egészen 1801-es haláláig. Hompesch 1804-ben Montpellierbe költözött, és ott halt meg a következő évben.